# インデクサ
プログラミング言語におけるインデクサ （英: indexer） は、クラスや構造体のインスタンスに配列と同様の添字を指定してアクセスするための構文である。

## 概要
言語仕様に配列を持つプログラミング言語の多くは、配列要素にアクセスするための添字による特殊な構文を持つ。例えばC言語から派生した言語では、添え字演算子[]により要素アクセスできる。以下はC#の例である。
```
double
[]
 
array
 
=
 
new
 
double
[
10
];

for
 
(
int
 
i
 
=
 
0
;
 
i
 
<
 
array
.
Length
;
 
++
i
)
 
{

    
array
[
i
]
 
=
 
i
 
*
 
0.1
;

}

System
.
Console
.
WriteLine
(
array
[
5
]);

```

その一方で、例えば動的配列 (配列リスト) や辞書 (連想配列) などのように、（言語組み込みの）配列以外のデータ構造を持つコレクションオブジェクトの要素に対しても、配列のように添え字でアクセスできると便利かつ直感的である。
インデクサがない言語では通常getterやsetterと呼ばれる要素アクセスのためのメソッドを実装したり、内部の配列をプロパティとして公開するなどしてアクセスするのが一般的であるが、以下の問題点がある。
- コードの冗長化による可読性や直感性の低下
- 言語によってはgetやsetが識別子として扱われている場合があり、アクセサメソッドの名前が冗長化しやすい
- 内部配列（実装）を外部に公開するようなパターンは（カプセル化の観点から）そもそも避けるべきである

インデクサを用いることでオブジェクト内のコレクション要素へのアクセスを、配列へのアクセスと同様に記述できる。
ただし、インデクサは実質的にはgetter/setterメソッド呼び出しの糖衣構文であり、インデクサそのものは当然ながら反復子としての機能は持たない。インデクサを記述したからといって配列のようにforeach文などの反復構文がそのまま使えるわけではない他、メソッド呼び出しのオーバーヘッド減少などの効果も特にない（コンパイラによるインライン展開等は当然受けるが、インデクサ固有の利点ではない）。
プログラミング言語C#のインデクサはC++の添え字演算子の多重定義と似ているが、次のような点で発展したものだと見ることもできる。ただしC++とC#の言語設計上の事情も絡んでいるので、単純に比較できるものではない。
- インデクサではプロパティのように値を得るときと代入するときとで実際には別のメソッドに分かれている。
- インデクサは単独で多次元な配列を模倣できる。C++で同じようなことをするには間に一時的にオブジェクトを入れるなどの技巧を凝らす必要がある[要説明]。

他の言語ではC#のインデクサに似た機能として、Visual Basic .NETの引数付きプロパティやC++/CLIのインデックス付きプロパティなどが存在する。
インデクサをサポートしない言語、例えばJavaにおいて、配列リストを表すコレクションの要素へのアクセスは、次のようなjava.util.Listインターフェイスのget/setメソッドによって提供される。
```
var
 
list
 
=
 
new
 
java
.
util
.
ArrayList
<
Integer
>
(
java
.
util
.
Collections
.
nCopies
(
10
,
 
0
));

// index 番目の要素に値を設定。

// void set(int index, E element)

list
.
set
(
2
,
 
100
);

// index 番目の要素を取得。

// E get(int index)

int
 
val
 
=
 
list
.
get
(
2
);

```

一方、C#のインデクサでは、配列リストの要素へのアクセスを配列のアクセスと同じように記述することができる。以下の例ではSystem.Collections.Generic.IListインターフェイスで定義されているインデクサを使用している。
```
var
 
list
 
=
 
new
 
System
.
Collections
.
Generic
.
List
<
int
>
(
new
 
int
[
10
]);

list
[
2
]
 
=
 
100
;

int
 
val
 
=
 
list
[
2
];

```

インデクサを定義する際、インデックスとして整数以外の値 (文字列やオブジェクトなど) も使用することができ、ハッシュテーブルなどの連想配列を表すコレクションに使用されている。
```
var
 
map
 
=
 
new
 
System
.
Collections
.
Generic
.
Dictionary
<
string
,
 
double
>
();

map
[
"key1"
]
 
=
 
0.1
;

double
 
val
 
=
 
map
[
"key1"
];

```

なお、連結リスト実装であるSystem.Collections.Generic.LinkedListは、要素アクセスの計算量が {\displaystyle O(1)} ではなく {\displaystyle O(n)} であり、インデクサは提供されない。

## 例

### C#
C#においては、クラスおよび構造体の内部にインデクサを持つことができる。
インデクサはthis[添え字リスト]の形式で宣言する。
インデクサの構文内ではget/setが、setアクセサ内ではvalueがそれぞれ文脈キーワードとして機能する。
```
class
 
Matrix2x2
 
{

    
private
 
readonly
 
int
[][]
 
items
 
=
 
new
[]{

        
new
[]
 
{
 
0
,
 
0
 
},

        
new
[]
 
{
 
0
,
 
0
 
},

    
};

    
// セルの値を取得、設定するインデクサ。

    
public
 
int
 
this
[
int
 
index0
,
 
int
 
index1
]
 
{

        
get
 
{
 
return
 
items
[
index0
][
index1
];
 
}

        
set
 
{
 
items
[
index0
][
index1
]
 
=
 
value
;
 
}

    
}

}

```

呼び出し側では、配列にアクセスするような構文でインデクサの機能を呼び出す。
```
var
 
matrix
 
=
 
new
 
Matrix2x2
();

// setアクセス

matrix
[
0
,
 
0
]
 
=
 
10
;

// getアクセス

int
 
num
 
=
 
matrix
[
0
,
 
1
];

// get ⇒ 加算 ⇒ set

matrix
[
1
,
 
0
]
 
+=
 
10
;

```

通常のメソッドと異なり、代入を伴わないインデクサメソッドの呼び出しは行えない。下記のような呼び出しは構文エラーとなる他、戻り値void型のインデクサを定義することもできない。ただし、インデクサを介して呼び出したオブジェクトのメンバを呼び出すような場合は構文上問題ない。
```
// 構文エラーとして扱われる。

matrix
[
1
,
 
0
];

// 次の呼び出しは問題ない（この例では意味をなさない呼び出しだが）

matrix
[
1
,
 
0
].
ToString
();

```

#### 他言語との相互運用
他言語との相互運用のため、既定ではItemという名前のインデックス付きプロパティが自動生成される。
System.Runtime.CompilerServices.IndexerNameAttribute属性を付加することで、自動生成されるインデクサの名前を明示的に指定できる。
この機能が利用されている代表的な例として、System.Stringクラスが挙げられる。System.Stringクラスではインデクサの名前はCharsとなるように指定されている。

#### スニペット
Visual Studio IDE や Visual Studio Code では、以下のようなコードスニペットが用意されている。
- indexer : get,setアクセサを持つ標準的なインデクサ

### Visual Basic (.NET)
Visual Basic においては、Defaultキーワード付きのインデックス付きプロパティがインデクサとしてアクセス可能となる。
```
Public
 
Class
 
StringArray

    
Private
 
m_Item
 
As
 
String
()
 
=
 
New
 
String
(
10
)
 
{}

    
' Defaultが宣言されたインデックス付きプロパティはインデクサとしてアクセス可能

    
Default
 
Public
 
Property
 
Item
(
index
 
As
 
Integer
)
 
As
 
String

        
Get

            
Return
 
m_Item
(
index
)

        
End
 
Get

        
Set
(
ByVal
 
value
 
As
 
String
)

            
m_Item
(
index
)
 
=
 
value

        
End
 
Set

    
End
 
Property

End
 
Class

```

```
  
Dim
 
obj
 
As
 
StringArray
 
=
 
New
 
StringArray

  
' getアクセス

  
Dim
 
str
 
As
 
String
 
=
 
obj
(
1
)

  
' setアクセス

  
obj
(
2
)
 
=
 
str

```